# 南昌市

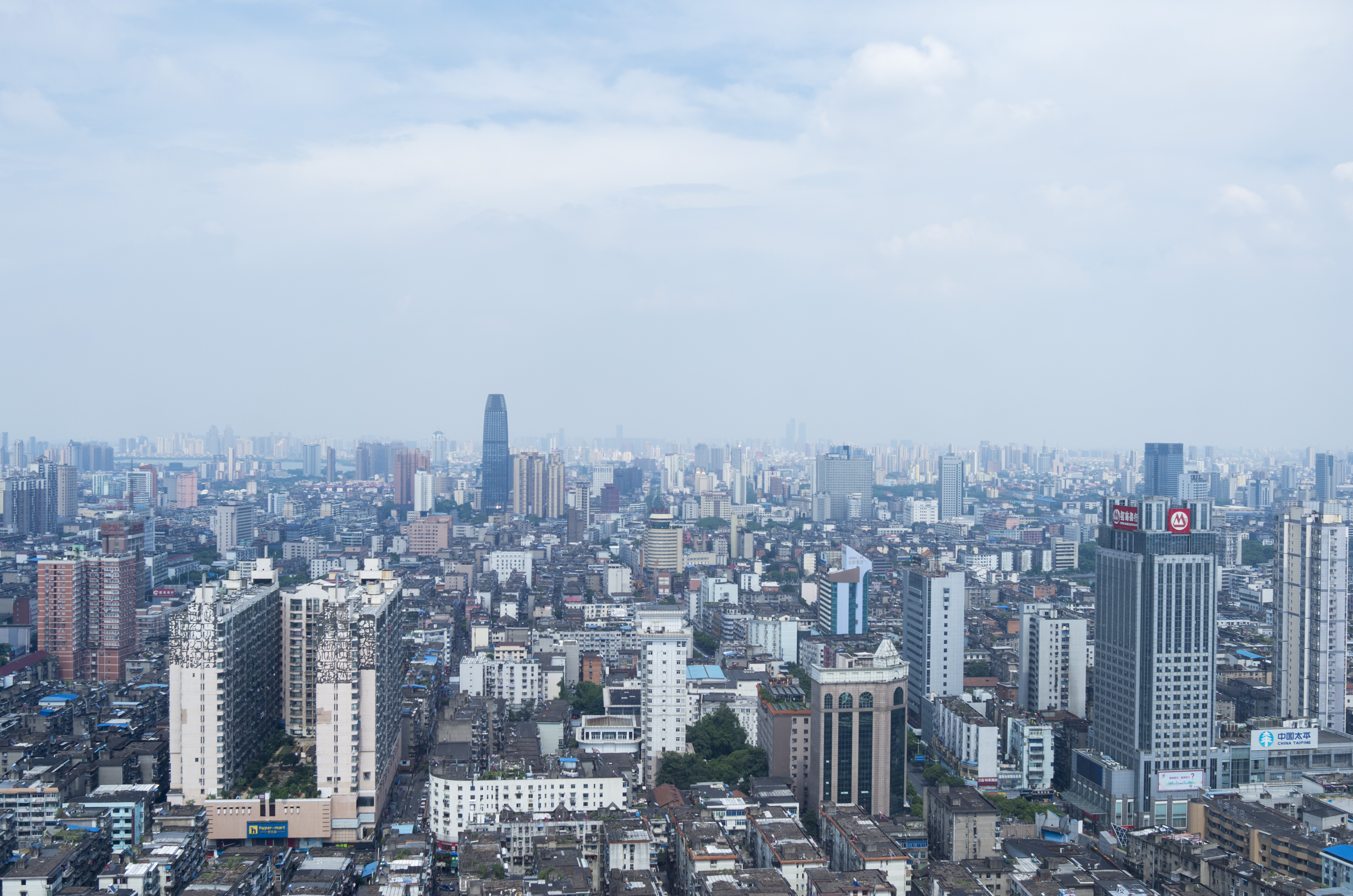
南昌市

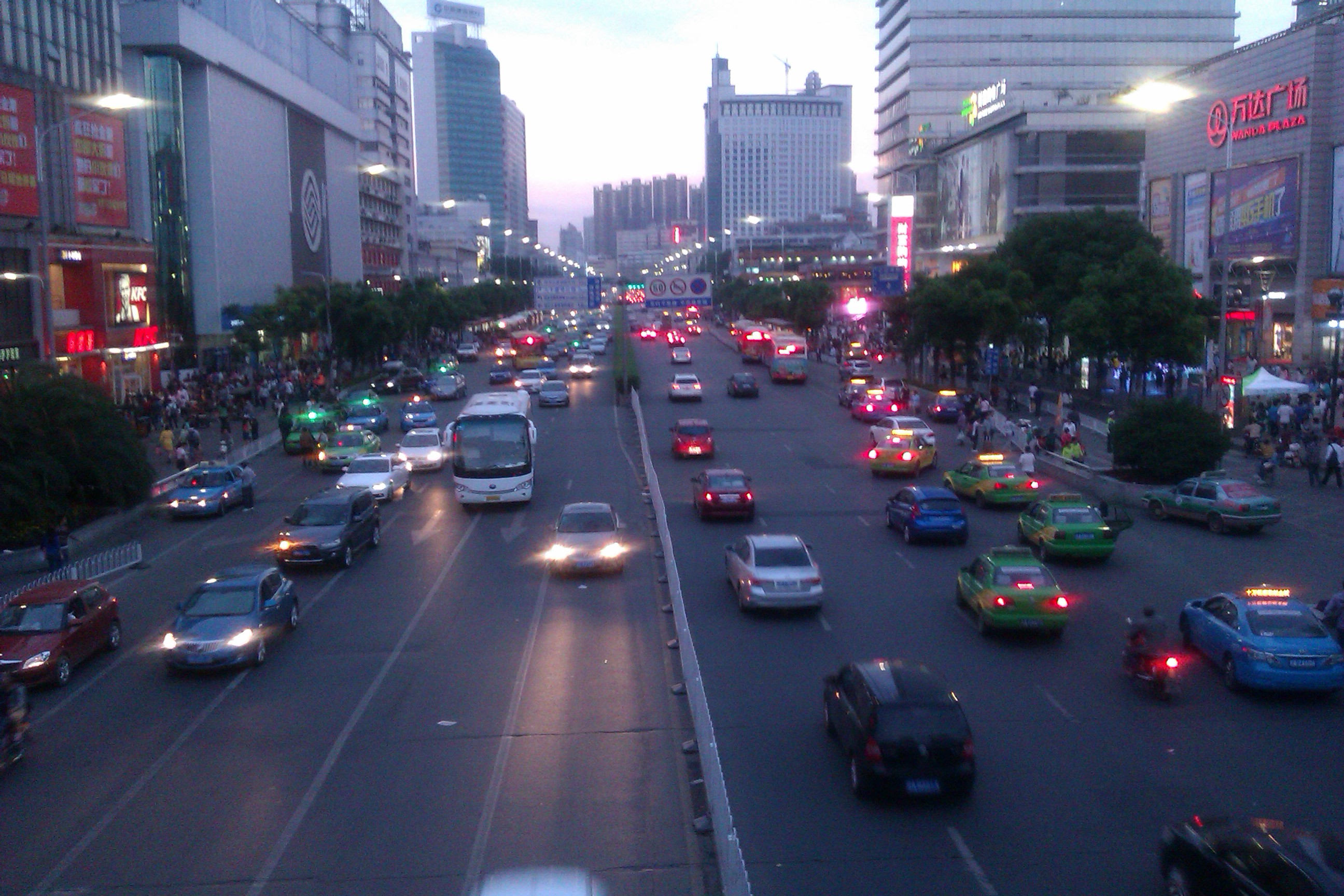
南昌市の主要な街路　八一大道

南昌市（なんしょう/ナンチャン-し、拼音: 	Nánchāng）は、中華人民共和国江西省の省都である。江西省の省人民政府が設置される江西省の政治・経済の中心。二千二百年の歴史を有し、国家歴史文化名城に指定されている。九江市・景徳鎮市などと共に「環鄱陽湖都市群」を構成している。華中地域では、三番目の大都市となる。

## 地理
南昌市は江西省中部のやや北、贛江・撫河下流に位置し、中国最大の淡水湖である鄱陽湖に臨む。全境、平原を主とし、西北には丘陵が起伏する。全市の平均海抜は25メートルである。西部は西山山脈となり、最高点は梅嶺主峰の洗薬峰で海抜841.4メートルである。

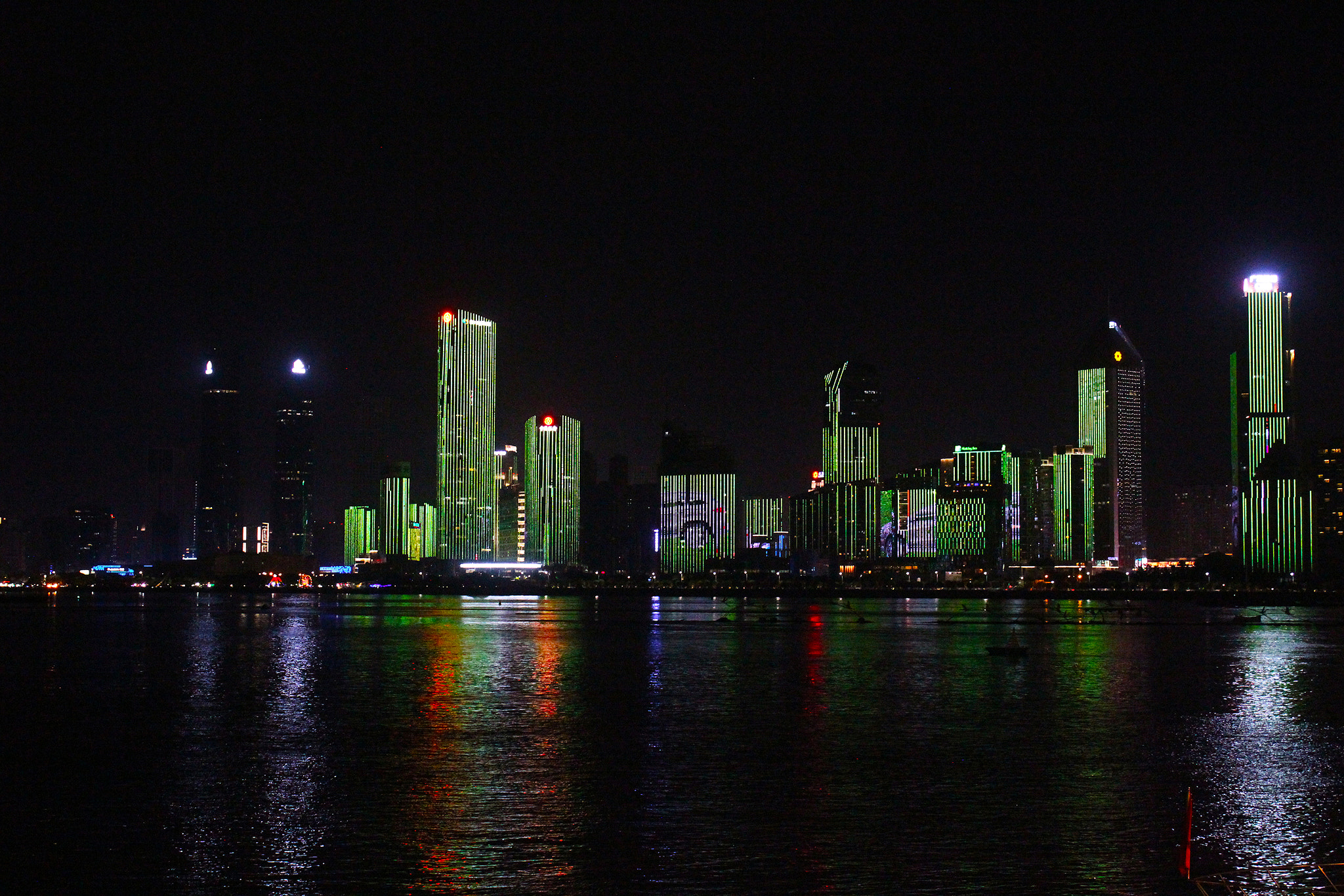
贛江の夜景

## 歴史
春秋戦国時代
春秋時代からは豫章と称され、呉の領内だったが、戦国時代では呉は楚に滅ぼされ（紀元前553年）、楚の一部となった。

前漢
紀元前202年、漢の高祖劉邦は潁陽侯灌嬰に命じて南昌周辺を駐守させた。翌年、灌嬰は部下を率いて現在の南昌駅東南約4キロにある黄安寺あたりに土城を築き、灌城と称した。これが南昌建城の始まりである。その後は豫章郡となり、後に灌城は南昌と呼ばれるようになった。南昌では「昌大南疆」の意味が含まれている。

唐
唐代では洪州と称され、大いに発展し、中国南部の大都市となった。特に造船業・製紙業・印刷業・織物産業・陶磁器製造業が発達した。中には洪州窯が有名で、青瓷（青磁）の発祥の地となり、後の中国六大名窯となった。
唐の太宗李世民の弟の滕王李元嬰がこの地に滕王閣を建て、後は詩人王勃の名作「滕王閣序」によって広く知られるようになった。幾度も戦火や火災によって破壊されたが十数回も再建され、今では江南の三大名楼として知られる。

五代十国時代
南唐の皇帝李璟によって南昌府に昇格され、後の961年に「南都」と称され、南唐の首都となった。

宋
南宋に入って、孝宗が即位した後の1163年に隆興府と称され、中国全土の五大造船都市として造船業がさらに発展した。

近現代
1927年8月1日、周恩来・朱徳・賀竜・葉挺・劉伯承らが世界を震撼させた武装起義（南昌起義）を指導し、南昌は中国人民解放軍誕生の地となった。この日は中国の建軍記念日として祝日になっている。

## 行政区画
6市轄区・3県を管轄する。
- 市轄区：
  - 東湖区・西湖区・青雲譜区・青山湖区・紅穀灘区・新建区
- 県：
  - 南昌県・進賢県・安義県

| 南昌市の地図                                                                        |
| ----------------------------------------------------------------------------------- |
| 1 2 3 青山湖区 新建区 紅谷灘区 南昌県 安義県 進賢県 1. 東湖区 2. 西湖区 3. 青雲譜区 |

### 年表
この節の出典

#### 南昌市
- 1949年10月1日 - 中華人民共和国江西省南昌市が発足。一区から七区までの区が成立。(7区)
- 1949年10月 (1市)
  - 一区から五区までの区を廃止。
  - 六区・七区が南昌専区南昌県に編入。
- 1951年8月18日 (6区)
  - 一区から四区までの区を設置。
  - 南昌専区南昌県の一部が分立し、五区・六区が発足。
- 1952年5月 - 五区・六区の各一部が合併し、七区が発足。(7区)
- 1953年2月8日 - 二区の一部が分立し、水上区が発足。(8区)
- 1955年5月14日 - 一区が東湖区に、二区が滕王区に、三区が撫河区に、四区が西湖区に、五区が潮王洲区に、六区が青雲譜区に、七区が塘山区にそれぞれ改称。(8区)
- 1956年5月12日 - 潮王洲区・青雲譜区・塘山区が合併し、郊区が発足。(6区)
- 1957年5月 - 水上区が滕王区に編入。(5区)
- 1958年8月23日 - 南昌専区南昌県・新建県を編入。(5区2県)
- 1958年10月 - 郊区の一部が分立し、青雲譜区が発足。(6区2県)
- 1961年9月16日 - 南昌県・新建県が宜春専区に編入。(6区)
- 1968年9月11日 - 郊区が宜春専区南昌県・新建県に分割編入。(5区)
- 1969年10月 - 宜春専区新建県・安義県、九江専区永修県の各一部が合併し、梅嶺管理区が発足。(6区)
- 1971年5月28日 - 宜春地区南昌県・新建県を編入。(6区2県)
- 1972年3月10日 - 梅嶺管理区が湾里管理区に改称。(6区2県)
- 1972年3月 - 南昌県・新建県の各一部が合併し、郊区が発足。(7区2県)
- 1981年3月18日 (5区2県)
  - 湾里管理区が湾里区に改称。
  - 滕王区が東湖区に編入。
  - 撫河区が西湖区に編入。
- 1981年5月27日 - 宜春地区安義県、九江地区永修県の各一部が湾里区に編入。(5区2県)
- 1983年7月27日 - 宜春地区安義県、撫州地区進賢県を編入。(5区4県)
- 1985年3月15日 - 湾里区の一部が新建県に編入。(5区4県)
- 1986年1月6日 - 南昌県の一部が郊区に編入。(5区4県)
- 1987年1月6日 - 郊区の一部が新建県に編入。(5区4県)
- 1994年8月26日 - 郊区の一部が青雲譜区に編入。(5区4県)
- 1995年6月21日 - 南昌県の一部が郊区に編入。(5区4県)
- 1997年9月1日 - 新建県の一部が東湖区に編入。(5区4県)
- 1998年1月5日 - 郊区の一部が青雲譜区に編入。(5区4県)
- 2002年6月6日 - 郊区が青山湖区に改称。(5区4県)
- 2004年9月7日 (5区4県)
  - 西湖区・青山湖区の各一部が東湖区に編入。
  - 青山湖区の一部が西湖区に編入。
  - 西湖区・青山湖区の各一部が青雲譜区に編入。
  - 東湖区・西湖区の各一部が青山湖区に編入。
- 2014年9月1日 - 青山湖区の一部が東湖区に編入。(5区4県)
- 2015年7月23日 - 新建県が区制施行し、新建区となる。(6区3県)
- 2016年3月15日 - 新建区の一部が東湖区に編入。(6区3県)
- 2019年12月13日 (6区3県)
  - 湾里区が新建区に編入。
  - 東湖区・新建区の各一部が合併し、紅谷灘区が発足。
- 2021年12月24日 - 新建区の一部が紅谷灘区に編入。(6区3県)
- 2022年6月27日 - 新建区の一部が紅谷灘区に編入。(6区3県)

#### 南昌専区
- 1949年10月1日 - 中華人民共和国江西省南昌専区が成立。南昌県・新建県・安義県・豊城県・靖安県・清江県・奉新県・新淦県・高安県が発足。(9県)
- 1949年10月 (10県)
  - 南昌市六区・七区が南昌県に編入。
  - 贛東北行政区貴渓専区進賢県を編入。
- 1951年8月18日 - 南昌県の一部が分立し、南昌市五区・六区となる。(10県)
- 1952年10月8日 (17県)
  - 袁州専区宜春県・宜豊県・銅鼓県・上高県・万載県・新喩県・分宜県・萍郷県を編入。
  - 新淦県が吉安専区に編入。
- 1957年2月9日 - 新喩県が新余県に改称。(17県)
- 1958年8月23日 - 南昌県・新建県が南昌市に編入。(15県)
- 1958年12月8日 - 南昌専区が宜春専区に改称。
  - 進賢県が撫州専区に編入。

## 経済

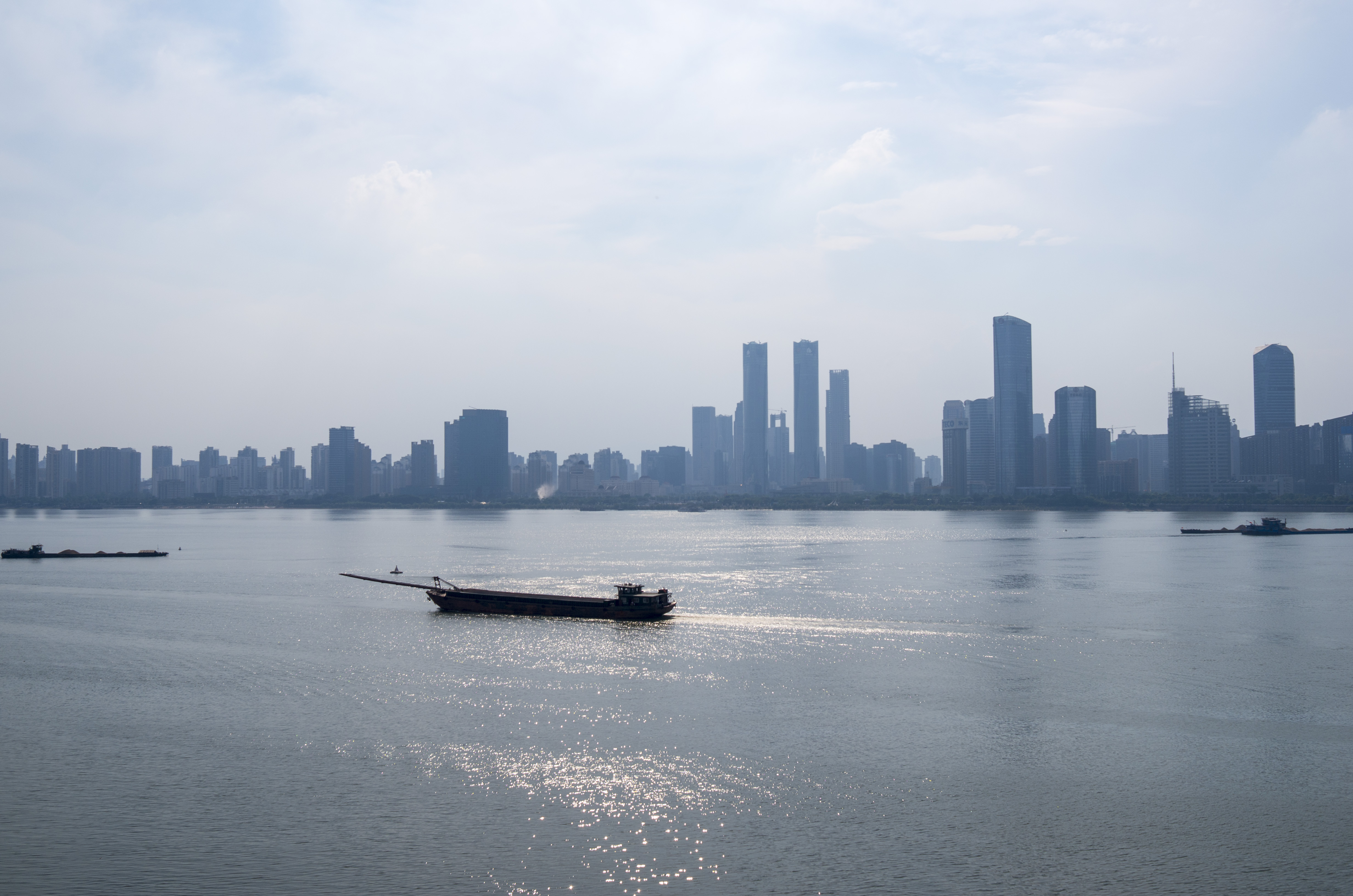
贛江から見た紅谷灘の景色

南昌は江西省最大の工業都市であり、新中国最初の飛行機、最初のトラクター、最初のオートバイ、最初のミサイルがこの地で誕生した。改革開放以来、飛行機製造、自動車製造、冶金、電機、紡績、化学工業、医薬品などの工業が発達し、情報産業やバイオテクノロジーなどの新産業も興っている。
金融業では華中地域の中心の一つでもあり、近年では紅谷灘中央商務区（CBD）の建設を進めている。

## 観光
- 滕王閣
- 縄金塔
- 青雲譜（八大山人記念館）
- 佑民寺
- 南昌之星
- 南昌万寿宮（中国語版）
- 玉隆万寿宮（中国語版）
- 秋水広場（中国語版）
- 江西省博物館（中国語版）
- 百花洲（中国語版）
- 杏花楼（中国語版）
- 洪崖丹井（中国語版）
- 汪山土庫（中国語版）
- 李渡焼酒作坊遺址（中国語版）

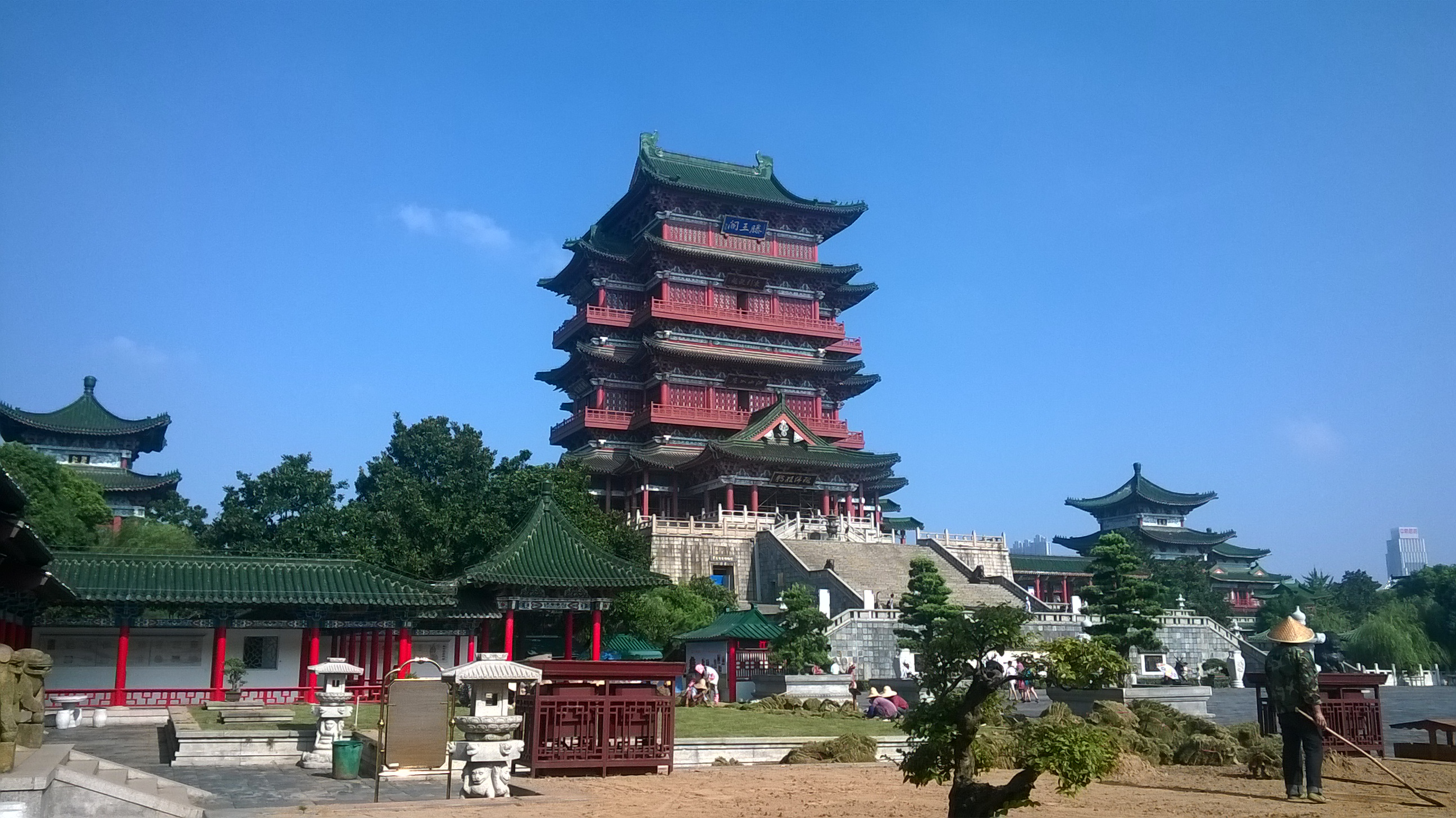
滕王閣

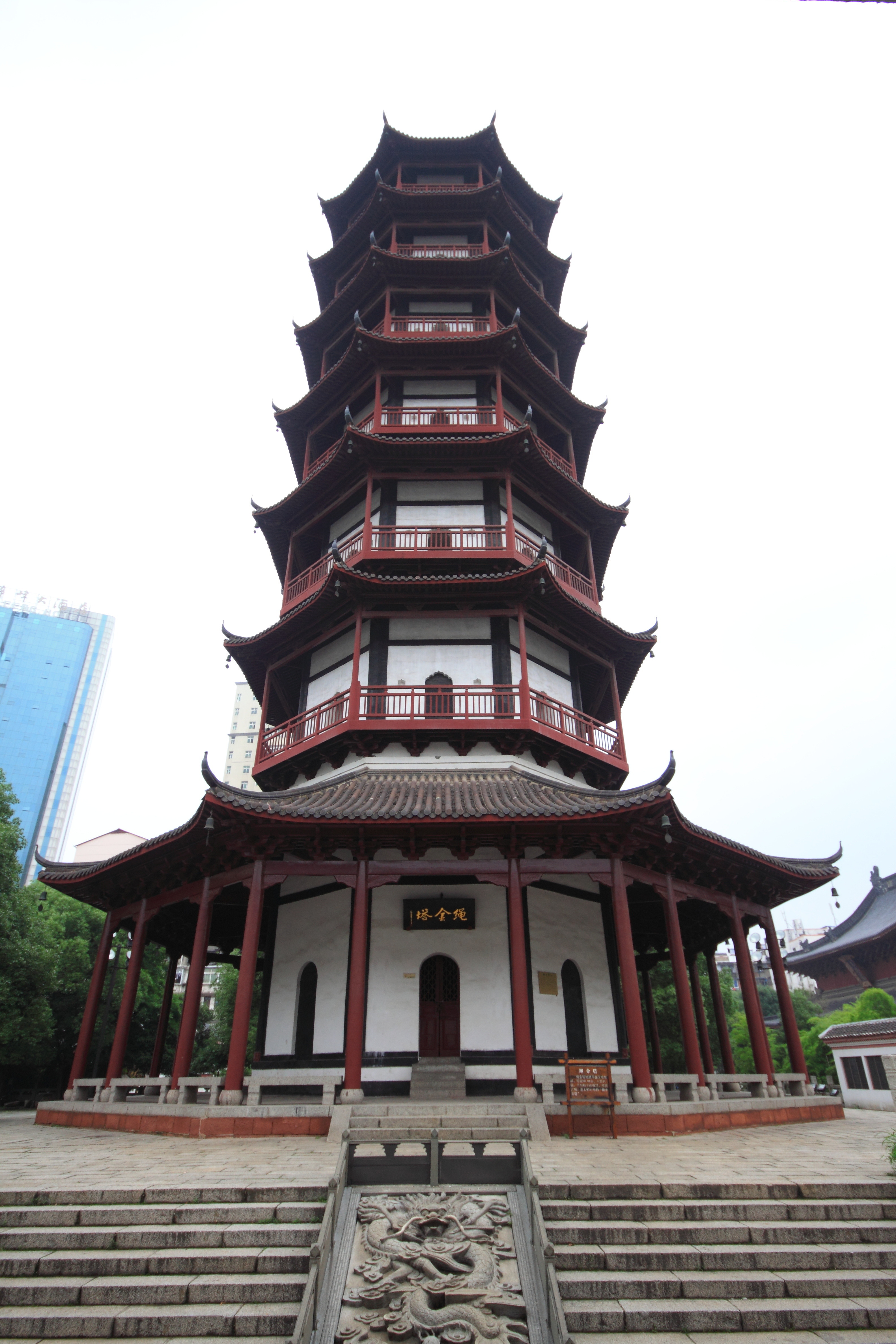
縄金塔

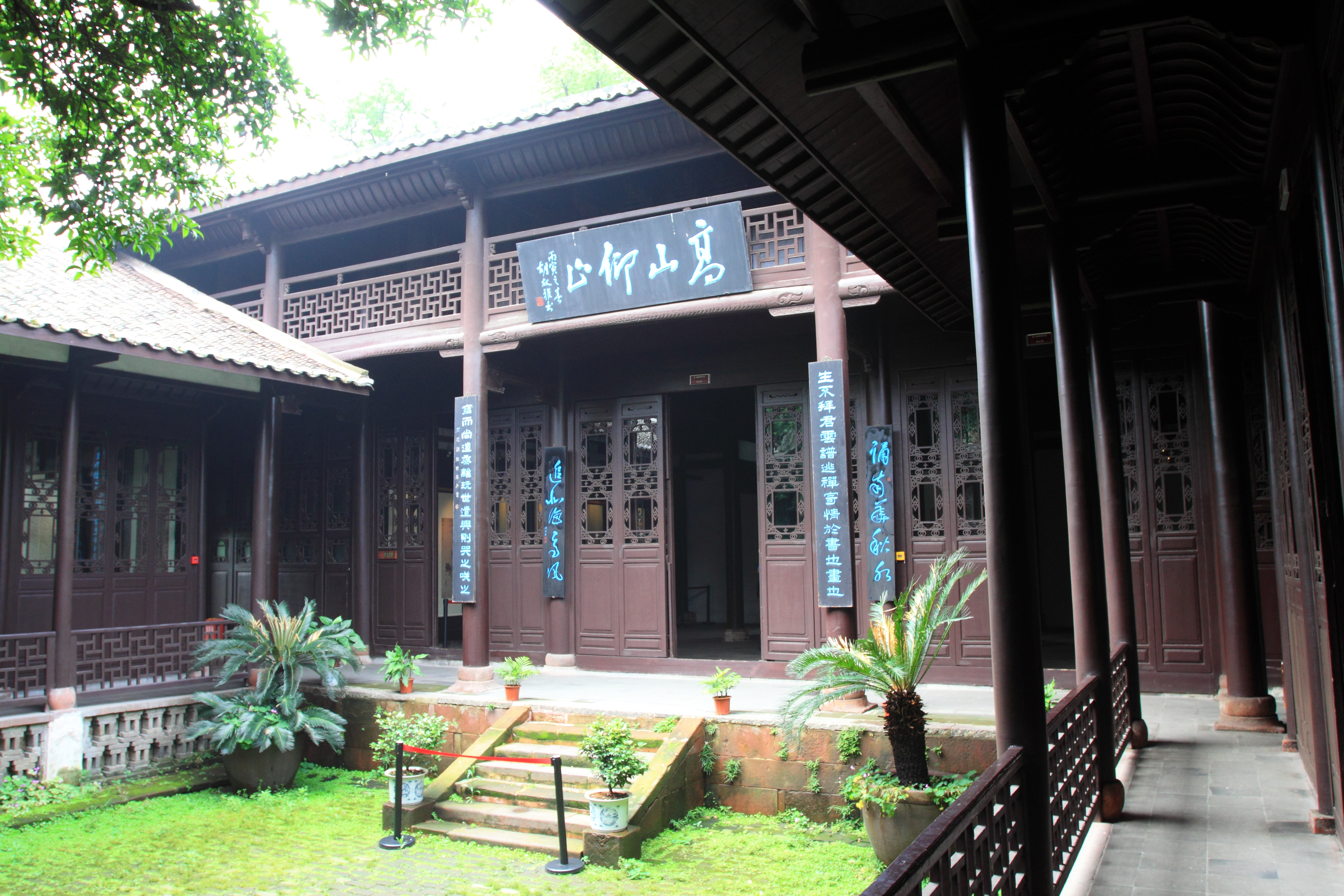
青雲譜

- 南昌漢代海昏侯国国家考古遺址公園（中国語版）
- 梅嶺国家森林公園（中国語版）
- 紫金城城址与鉄河古墓群（中国語版）
- 鄧小平旧居与労働車間（中国語版）

## 気候
| 南昌 (1991-2020)の気候                    | 南昌 (1991-2020)の気候 | 南昌 (1991-2020)の気候 | 南昌 (1991-2020)の気候 | 南昌 (1991-2020)の気候 | 南昌 (1991-2020)の気候 | 南昌 (1991-2020)の気候 | 南昌 (1991-2020)の気候 | 南昌 (1991-2020)の気候 | 南昌 (1991-2020)の気候 | 南昌 (1991-2020)の気候 | 南昌 (1991-2020)の気候 | 南昌 (1991-2020)の気候 | 南昌 (1991-2020)の気候 |
| 月                                        | 1月                    | 2月                    | 3月                    | 4月                    | 5月                    | 6月                    | 7月                    | 8月                    | 9月                    | 10月                   | 11月                   | 12月                   | 年                     |
| ----------------------------------------- | ---------------------- | ---------------------- | ---------------------- | ---------------------- | ---------------------- | ---------------------- | ---------------------- | ---------------------- | ---------------------- | ---------------------- | ---------------------- | ---------------------- | ---------------------- |
| 平均最高気温 °C （°F）                    | 9.2 (48.6)             | 12.1 (53.8)            | 16.1 (61)              | 22.6 (72.7)            | 27.3 (81.1)            | 29.9 (85.8)            | 33.7 (92.7)            | 33.3 (91.9)            | 29.6 (85.3)            | 24.6 (76.3)            | 18.3 (64.9)            | 11.9 (53.4)            | 22.38 (72.29)          |
| 日平均気温 °C （°F）                      | 5.9 (42.6)             | 8.4 (47.1)             | 12.2 (54)              | 18.4 (65.1)            | 23.3 (73.9)            | 26.2 (79.2)            | 29.6 (85.3)            | 29.2 (84.6)            | 25.6 (78.1)            | 20.3 (68.5)            | 14.2 (57.6)            | 8.2 (46.8)             | 18.46 (65.23)          |
| 平均最低気温 °C （°F）                    | 3.5 (38.3)             | 5.7 (42.3)             | 9.4 (48.9)             | 15.1 (59.2)            | 20 (68)                | 23.3 (73.9)            | 26.4 (79.5)            | 26.2 (79.2)            | 22.6 (72.7)            | 17.2 (63)              | 11.1 (52)              | 5.4 (41.7)             | 15.49 (59.89)          |
| 雨量 mm （inch）                          | 83.6 (3.291)           | 95.3 (3.752)           | 191.5 (7.539)          | 213 (8.39)             | 218.4 (8.598)          | 341.6 (13.449)         | 176.3 (6.941)          | 120 (4.72)             | 65.3 (2.571)           | 49.8 (1.961)           | 92.4 (3.638)           | 56.3 (2.217)           | 1,703.5 (67.067)       |
| 平均降水日数 （≥0.1 mm）                  | 12.9                   | 12.8                   | 17.3                   | 16.5                   | 15.6                   | 16.1                   | 11                     | 10.5                   | 6.6                    | 6.7                    | 9.5                    | 9.5                    | 145                    |
| % 湿度                                    | 74                     | 75                     | 78                     | 77                     | 76                     | 81                     | 75                     | 74                     | 73                     | 68                     | 72                     | 70                     | 74.4                   |
| 出典：China Meteorological Administration |                        |                        |                        |                        |                        |                        |                        |                        |                        |                        |                        |                        |                        |

| 南昌市（1981〜2010年平均、極値1951〜2013年）の気候 | 南昌市（1981〜2010年平均、極値1951〜2013年）の気候 | 南昌市（1981〜2010年平均、極値1951〜2013年）の気候 | 南昌市（1981〜2010年平均、極値1951〜2013年）の気候 | 南昌市（1981〜2010年平均、極値1951〜2013年）の気候 | 南昌市（1981〜2010年平均、極値1951〜2013年）の気候 | 南昌市（1981〜2010年平均、極値1951〜2013年）の気候 | 南昌市（1981〜2010年平均、極値1951〜2013年）の気候 | 南昌市（1981〜2010年平均、極値1951〜2013年）の気候 | 南昌市（1981〜2010年平均、極値1951〜2013年）の気候 | 南昌市（1981〜2010年平均、極値1951〜2013年）の気候 | 南昌市（1981〜2010年平均、極値1951〜2013年）の気候 | 南昌市（1981〜2010年平均、極値1951〜2013年）の気候 | 南昌市（1981〜2010年平均、極値1951〜2013年）の気候 |
| 月                                                 | 1月                                                | 2月                                                | 3月                                                | 4月                                                | 5月                                                | 6月                                                | 7月                                                | 8月                                                | 9月                                                | 10月                                               | 11月                                               | 12月                                               | 年                                                 |
| -------------------------------------------------- | -------------------------------------------------- | -------------------------------------------------- | -------------------------------------------------- | -------------------------------------------------- | -------------------------------------------------- | -------------------------------------------------- | -------------------------------------------------- | -------------------------------------------------- | -------------------------------------------------- | -------------------------------------------------- | -------------------------------------------------- | -------------------------------------------------- | -------------------------------------------------- |
| 最高気温記録 °C （°F）                             | 25.3 (77.5)                                        | 28.7 (83.7)                                        | 32.5 (90.5)                                        | 34.6 (94.3)                                        | 36.5 (97.7)                                        | 37.7 (99.9)                                        | 40.6 (105.1)                                       | 39.7 (103.5)                                       | 38.6 (101.5)                                       | 35.4 (95.7)                                        | 32.3 (90.1)                                        | 26.1 (79)                                          | 40.6 (105.1)                                       |
| 平均最高気温 °C （°F）                             | 8.8 (47.8)                                         | 11.2 (52.2)                                        | 15.2 (59.4)                                        | 21.7 (71.1)                                        | 26.9 (80.4)                                        | 29.6 (85.3)                                        | 33.7 (92.7)                                        | 33.1 (91.6)                                        | 29.1 (84.4)                                        | 24.1 (75.4)                                        | 17.9 (64.2)                                        | 11.9 (53.4)                                        | 21.9 (71.4)                                        |
| 日平均気温 °C （°F）                               | 5.5 (41.9)                                         | 7.7 (45.9)                                         | 11.4 (52.5)                                        | 17.7 (63.9)                                        | 22.8 (73)                                          | 25.9 (78.6)                                        | 29.5 (85.1)                                        | 28.9 (84)                                          | 25.1 (77.2)                                        | 19.9 (67.8)                                        | 13.7 (56.7)                                        | 7.9 (46.2)                                         | 18.0 (64.4)                                        |
| 平均最低気温 °C （°F）                             | 3.0 (37.4)                                         | 5.2 (41.4)                                         | 8.7 (47.7)                                         | 14.6 (58.3)                                        | 19.7 (67.5)                                        | 23.0 (73.4)                                        | 26.1 (79)                                          | 25.8 (78.4)                                        | 22.2 (72)                                          | 16.8 (62.2)                                        | 10.6 (51.1)                                        | 4.9 (40.8)                                         | 15.1 (59.2)                                        |
| 最低気温記録 °C （°F）                             | −7.7 (18.1)                                        | −9.3 (15.3)                                        | −1.7 (28.9)                                        | 2.4 (36.3)                                         | 10.0 (50)                                          | 14.8 (58.6)                                        | 19.0 (66.2)                                        | 19.5 (67.1)                                        | 13.3 (55.9)                                        | 3.5 (38.3)                                         | −0.8 (30.6)                                        | −9.7 (14.5)                                        | −9.7 (14.5)                                        |
| 降水量 mm （inch）                                 | 79.0 (3.11)                                        | 104.8 (4.126)                                      | 176.9 (6.965)                                      | 220.4 (8.677)                                      | 222.9 (8.776)                                      | 299.1 (11.776)                                     | 139.4 (5.488)                                      | 124.6 (4.906)                                      | 70.4 (2.772)                                       | 55.7 (2.193)                                       | 76.4 (3.008)                                       | 44.1 (1.736)                                       | 1,613.7 (63.531)                                   |
| 平均降水日数                                       | 13.3                                               | 13.6                                               | 17.3                                               | 17.2                                               | 15.7                                               | 15.0                                               | 10.5                                               | 10.3                                               | 6.9                                                | 7.6                                                | 8.5                                                | 8.2                                                | 144.1                                              |
| % 湿度                                             | 76                                                 | 77                                                 | 79                                                 | 79                                                 | 78                                                 | 82                                                 | 76                                                 | 76                                                 | 75                                                 | 71                                                 | 71                                                 | 71                                                 | 75.9                                               |
| 平均月間日照時間                                   | 89.0                                               | 83.1                                               | 94.2                                               | 125.2                                              | 161.4                                              | 159.5                                              | 248.6                                              | 233.2                                              | 189.5                                              | 168.4                                              | 143.0                                              | 137.8                                              | 1,832.9                                            |
| 出典：中国气象局 国家气象信息中心 2014-01-01       |                                                    |                                                    |                                                    |                                                    |                                                    |                                                    |                                                    |                                                    |                                                    |                                                    |                                                    |                                                    |                                                    |

## 交通

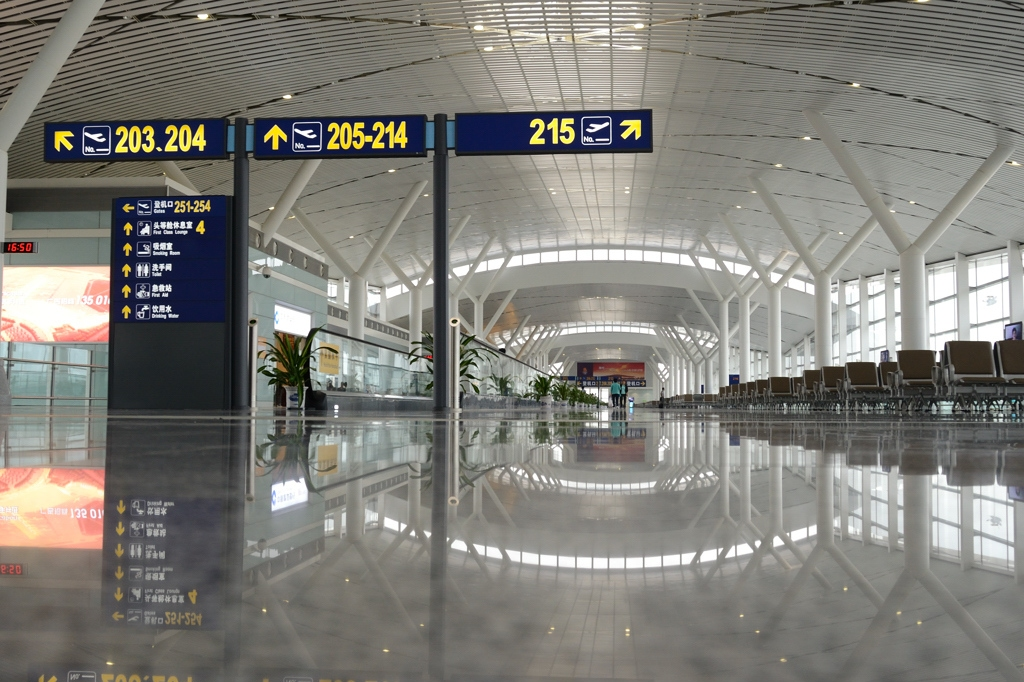
南昌昌北国際空港　内部

### 航空

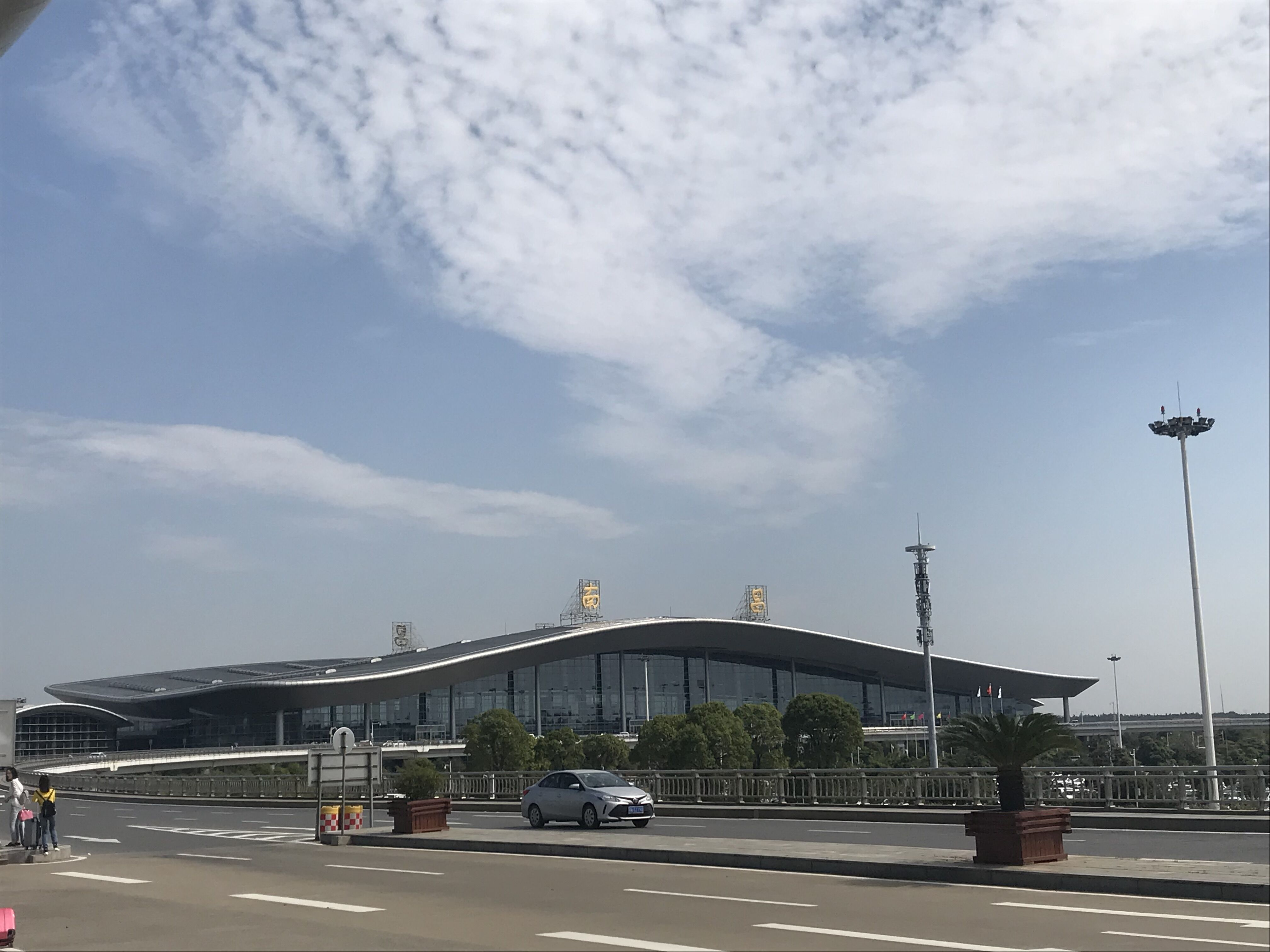
南昌昌北国際空港　外観

- 南昌昌北国際空港

### 鉄道

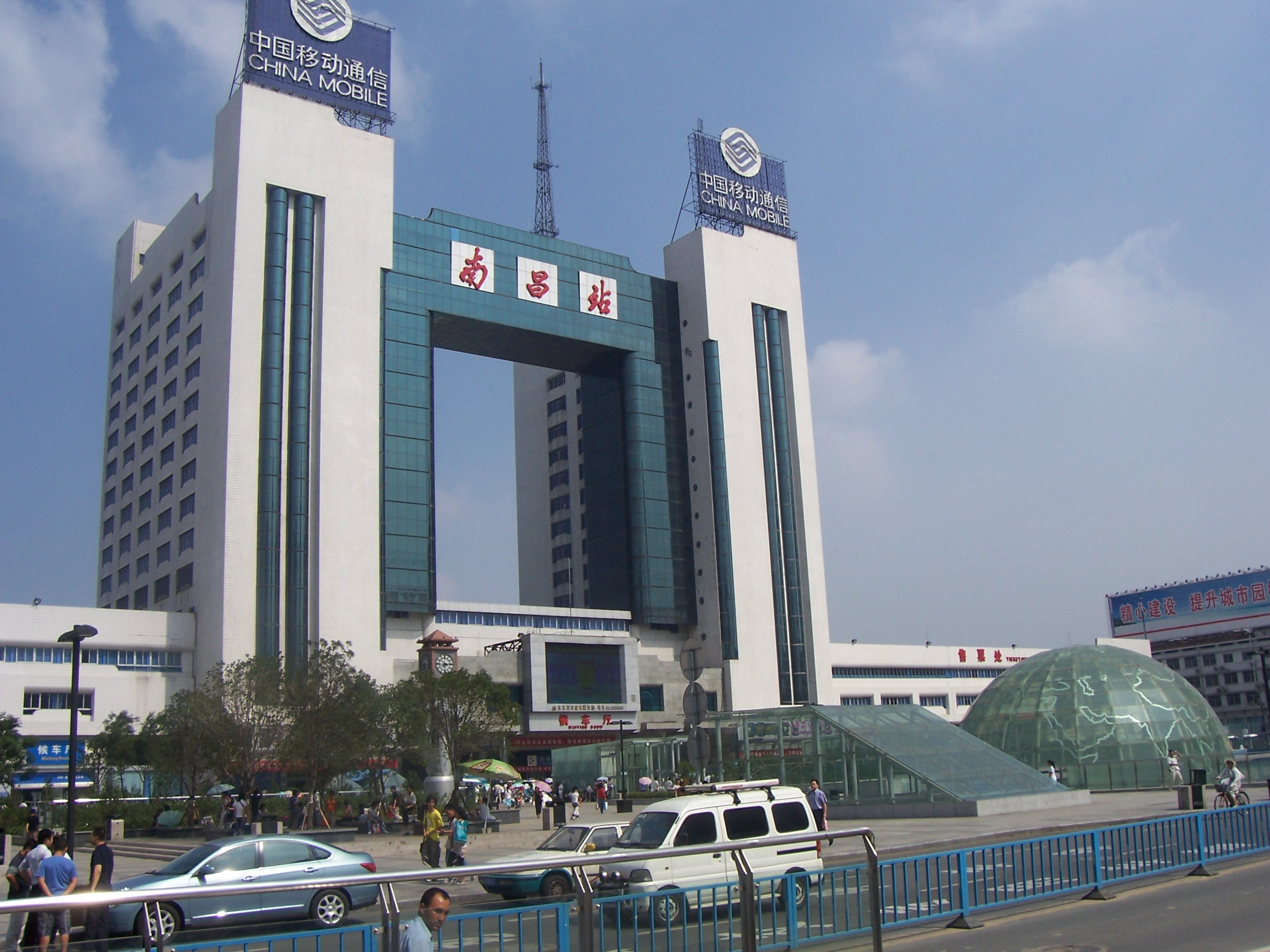
京九線が乗り入れる南昌駅

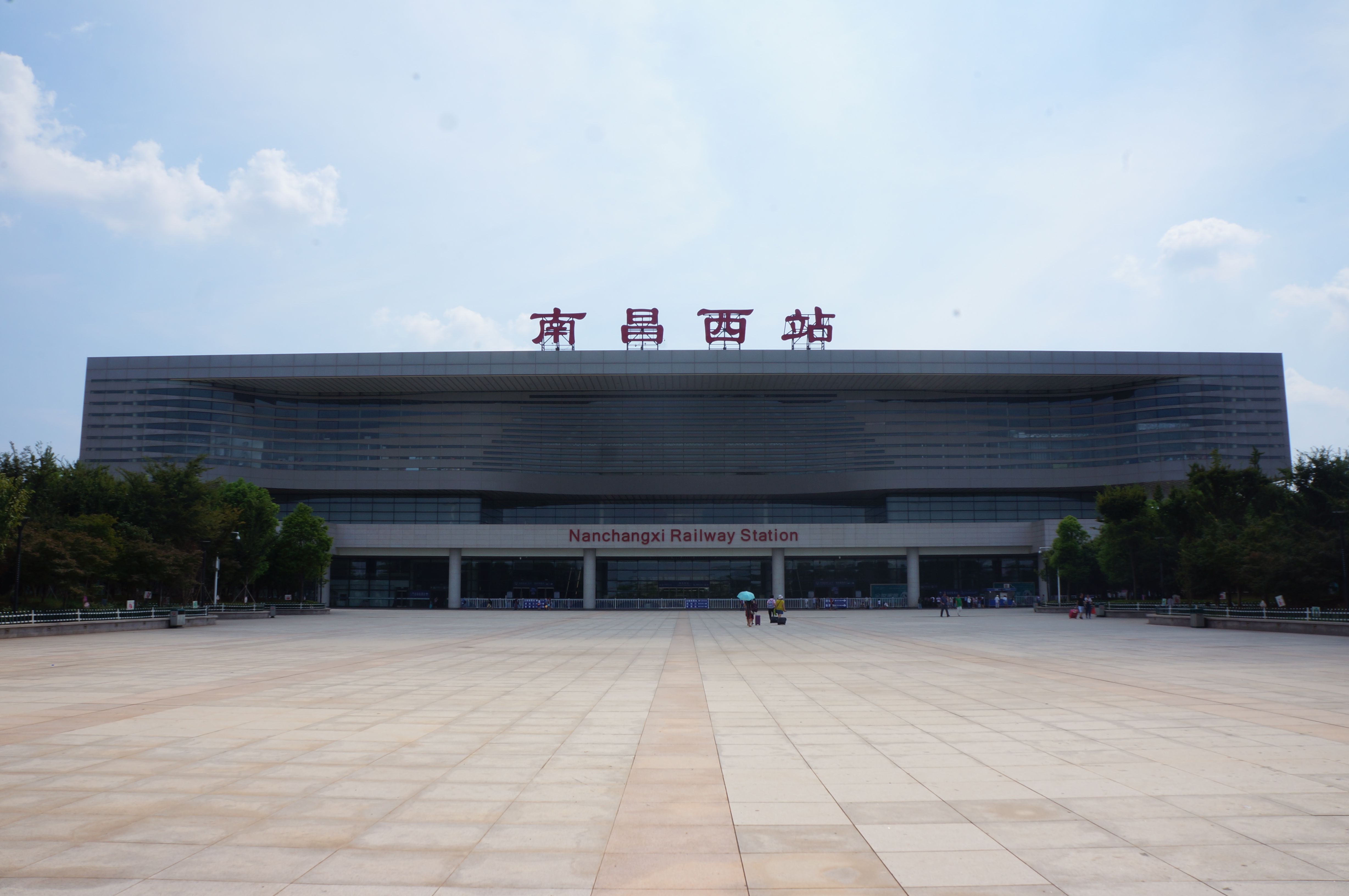
滬昆旅客専用線が乗り入れる南昌西駅

- 中国国家鉄路集団
  - 滬昆旅客専用線
  - 昌贛旅客専用線（中国語版）
  - 昌九都市間鉄道（中国語版）
  - 昌福線（中国語版）
  - 杭昌旅客専用線（中国語版）
  - 京九線
  - 滬昆線
- 南昌地下鉄
  - ■1号線
  - ■2号線
  - ■3号線
  - ■4号線

### 道路

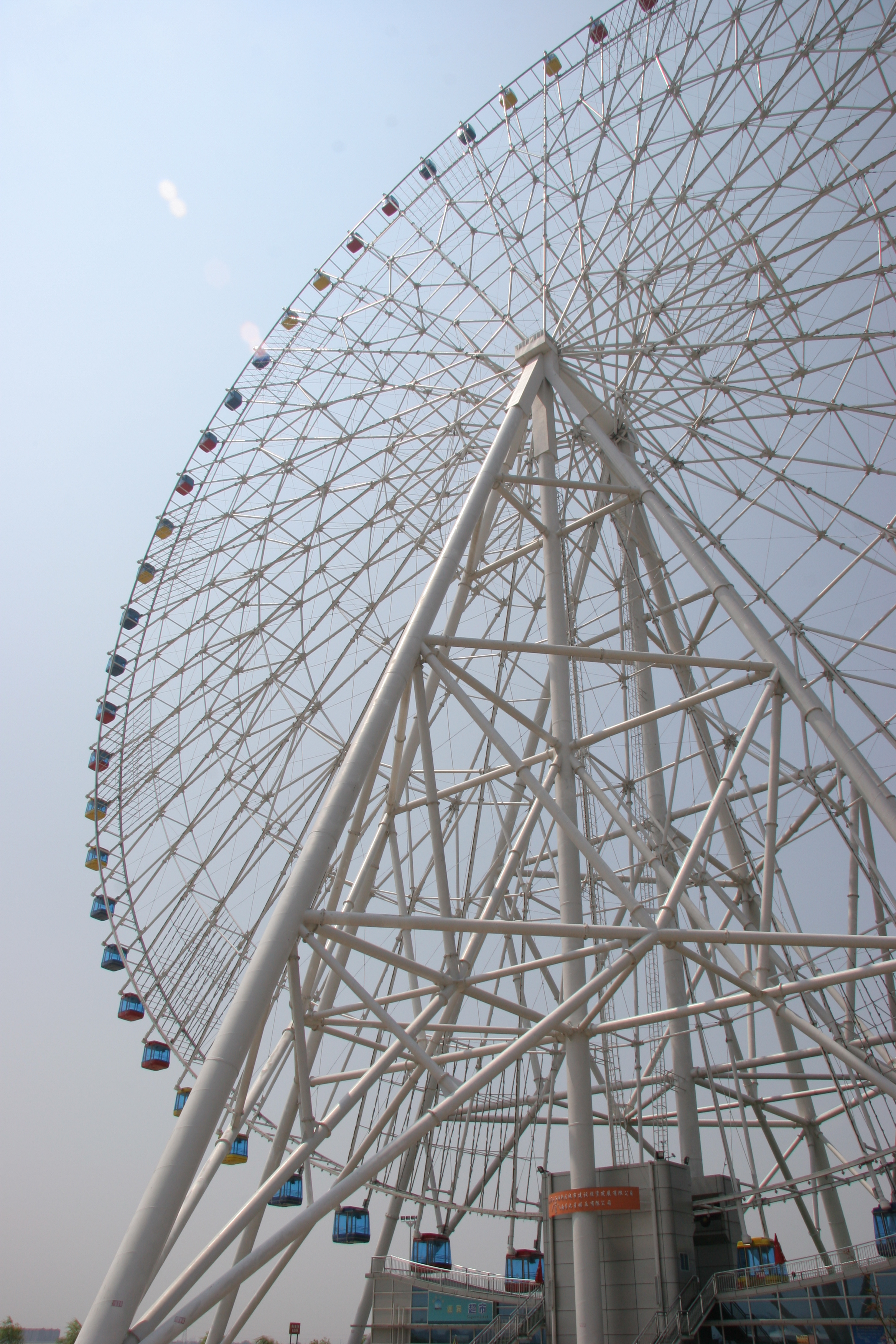
開業当時世界最大だった観覧車『南昌之星』

- 高速道路
  - 滬昆高速道路
  - 福銀高速道路
  - 南昌環状高速道路
  - 南韶高速道路
  - S36 徳昌高速道路
  - S38 昌栗高速道路
  - S40 昌銅高速道路
  - 楓生高速道路
- 国道
  - G105国道（中国語版）
  - G316国道（中国語版）
  - G320国道

## 教育

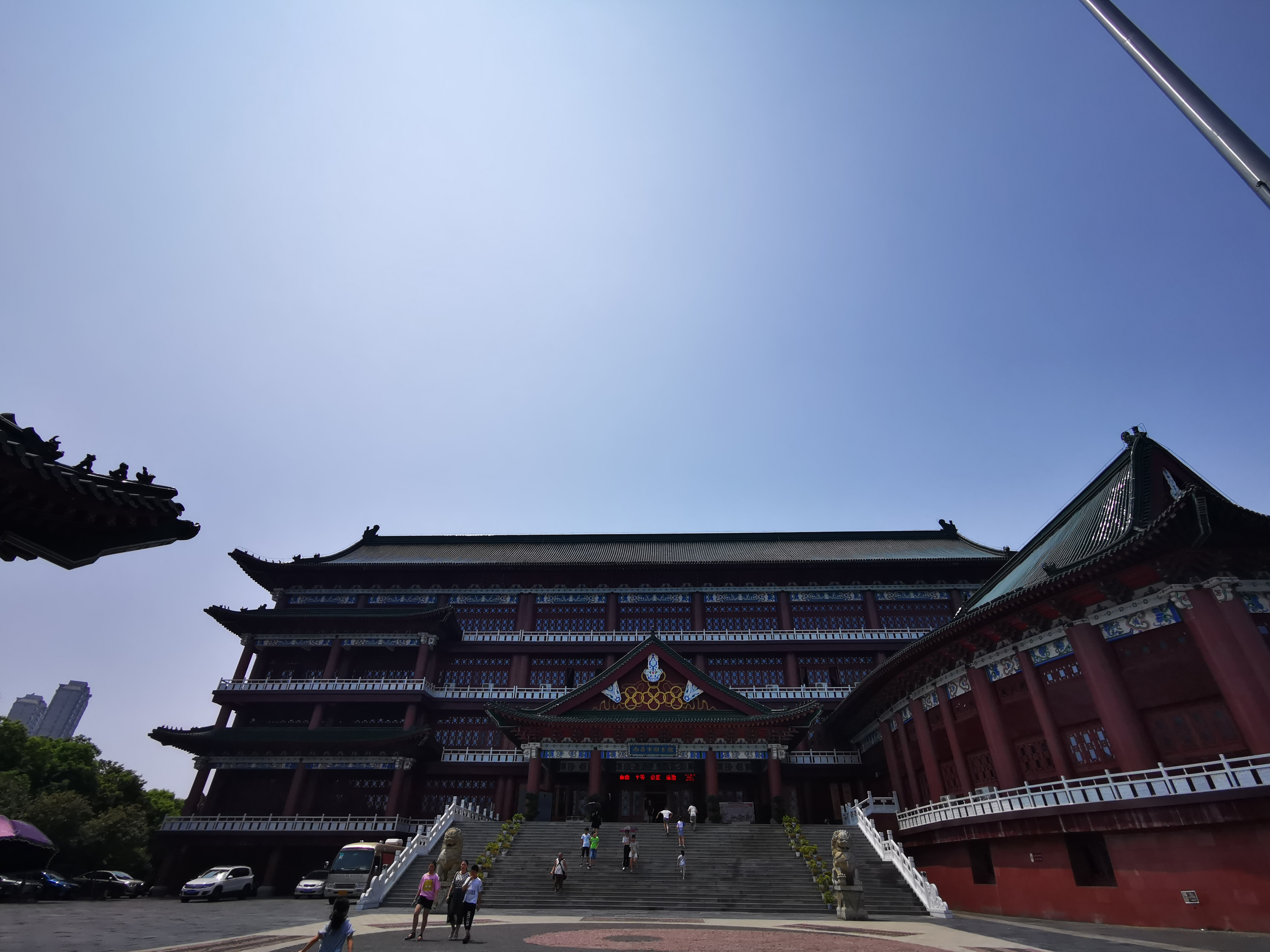
南昌図書館

- 南昌大学
  - 江西大学（1993年南昌大学に併合）
  - 江西工業大学（1993年南昌大学に併合）
- 江西師範大学
- 南昌航空大学
- 江西財経大学
- 東華理工大学
- 江西医学院
- 江西中医学院
- 江西農業大学
- 江西教育学院
- 華東交通大学
- 江西外語外貿学院
- 南昌水利水力発電専門学校
- 江西経済管理幹部学院
- 江西警察学院
- 江西科技師範学院
- 南昌図書館

## 健康・医療・衛生
- 南昌市第九医院
- 南昌県人民医院（南昌県）
- 新建区人民医院（新建区）
- 進賢県人民医院（進賢県）
- 安義県人民医院（安義県）

## ゆかりのある人物
- 澹台滅明
- 徐稚
- 董源
- 晏殊
- 王勃
- 孟浩然
- 李白
- 白居易
- 杜牧
- 欧陽脩
- 王安石
- 蘇軾
- 黄庭堅
- 周敦頤
- 李清照
- 朱熹
- 辛棄疾
- 陸游
- 文天祥
- 宋応星

## 友好都市
- 日本香川県高松市
- マケドニア共和国首都スコピエ市
- 他